# Cannibal Girls
Pour les articles homonymes, voir Cannibal.
Pour plus de détails, voir Fiche technique et Distribution.
Cannibal Girls est un film canadien réalisé par Ivan Reitman et sorti en 1973. Ce film dans le style Grindhouse met en scène Eugene Levy, Andrea Martin et Ronald Ulrich.

## Synopsis
Un jeune couple en vacances se retrouve dans un hôtel-restaurant de Farnhamville, une petite ville de l'Ontario. L'établissement est dirigé par un pasteur aidé de trois jeunes filles cannibales.

## Fiche technique
- Titre original : Cannibal Girls
- Réalisation : Ivan Reitman
- Scénario : Daniel Goldberg (en), d'après une histoire d'Ivan Reitman, Daniel Goldberg (en) et Robert Sandler
- Musique : Doug Riley
- Costumes : Randall Carpenter
- Photographie : Robert Saad
- Montage : Daniel Goldberg
- Production : Daniel Goldberg, Ivan Reitman (délégué)
- Société de production : Scary Pictures Productions
- Société(s) de distribution : Cinépix Film Properties (Canada), American International Pictures (États-Unis)
- Budget : 15 000 CAD[2]
- Pays de production :  Canada
- Langue originale : anglais
- Format : couleur ([procédé]) — 1.85:1 — 35 mm — son monophonique
- Genre : comédie horrifique
- Durée : 84 minutes
- Dates de sortie :
  - États-Unis : avril 1973
  - Canada : 8 juin 1973
- Classification[3] :
  - États-Unis : R
  - Canada : R
  - Québec : 13+

## Distribution
- Eugene Levy : Clifford Sturges
- Andrea Martin : Gloria Wellaby
- Ronald Ulrich : le révérend Alex St John
- Randall Carpenter : Anthea
- Bonnie Neilson : Clarissa
- Mira Pawluk : Leona
- Bob McHeady : Scheriff
- Alan Gordon (en) : Rick
- Allan Price : Felix
- May Jarvis : Mme Wainwright

## Production
Le tournage a lieu en Ontario (Toronto, Oak Ridges, Whitchurch-Stouffville, Aurora, Beaverton, Richmond Hill, ...).

## Commentaires
- Ce film est connu pour sa sonnerie d'avertissement précédant les scènes jugées alors gores ou érotiques.
- Le film a été remastérisé en 2010.
- Il ne faut pas confondre ce film avec le film américain de 1989 Cannibal Women in the Avocado Jungle of Death dont la version française s'intitule Cannibal Girls.
- Le titre du film apparaît sur la façade d'un cinéma envahi par les fantômes dans SOS Fantômes 2, autre réalisé par Ivan Reitman. On le revoit dans SOS Fantômes : L'Héritage (2021), réalisé par son fils.

## Distinctions
Au festival international du film de Catalogne de Sitges 1973, Eugene Levy remporte le prix du meilleur acteur et Andrea Martin celui de la meilleure actrice.